# Tsianisiha
Tsianisiha is een plaats en commune in het zuiden van Madagaskar, behorend tot het district Toliara II, dat gelegen is in de regio Atsimo-Andrefana. Tijdens een volkstelling in 2001 telde de plaats 18.000 inwoners.
De plaats biedt naast lager onderwijs ook middelbaar onderwijs aan. 40% van de bevolking werkt als landbouwer en 58% houdt zich bezig met veeteelt. Het belangrijkste landbouwproduct is katoen; andere belangrijke producten zijn mais, maniok en cowpeas. Verder is 2% actief in de dienstensector.